# 隠岐諸島

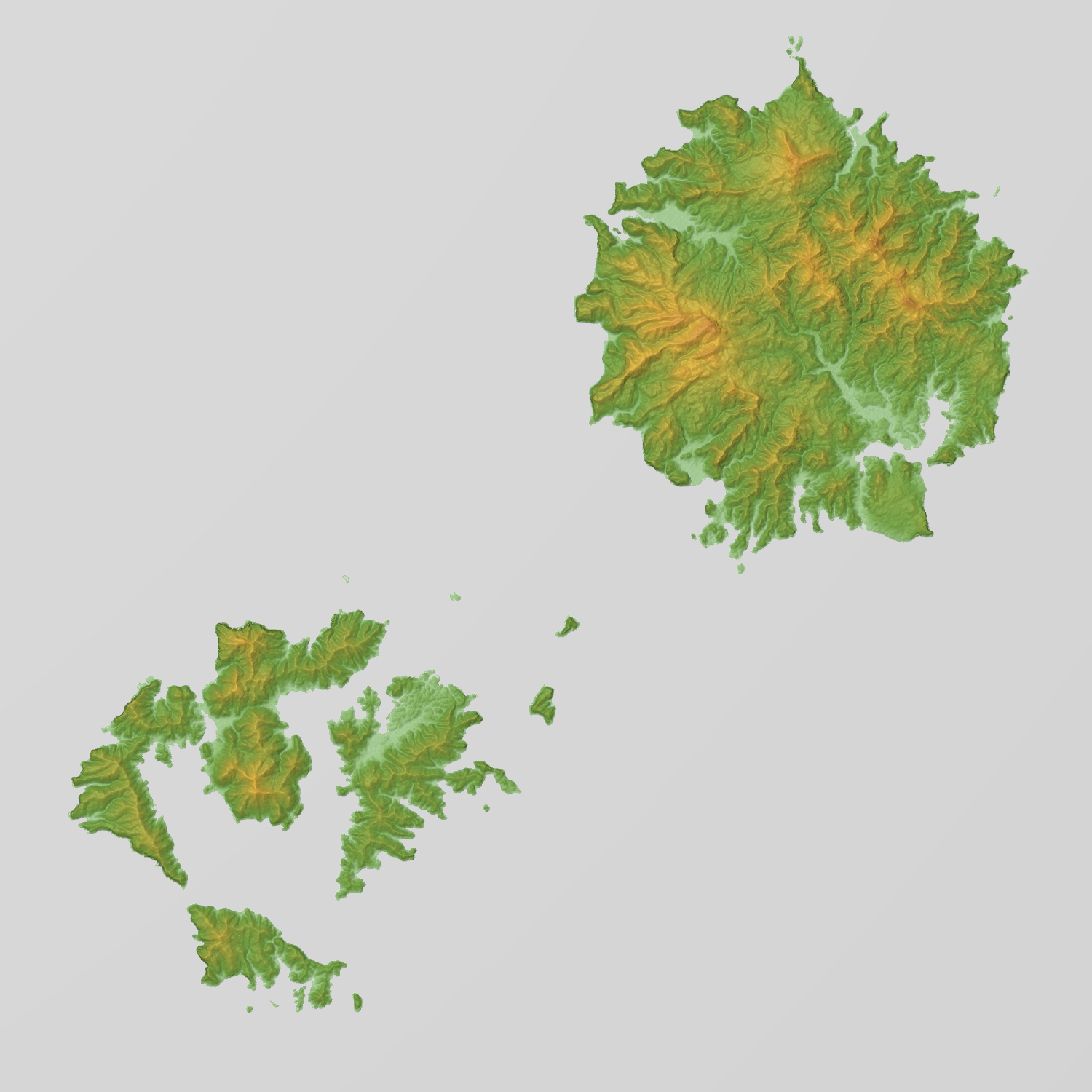
隠岐諸島の地形図
島前(左)、島後(右)
島前は外輪山が中央火口丘を囲んだ形状をしている。

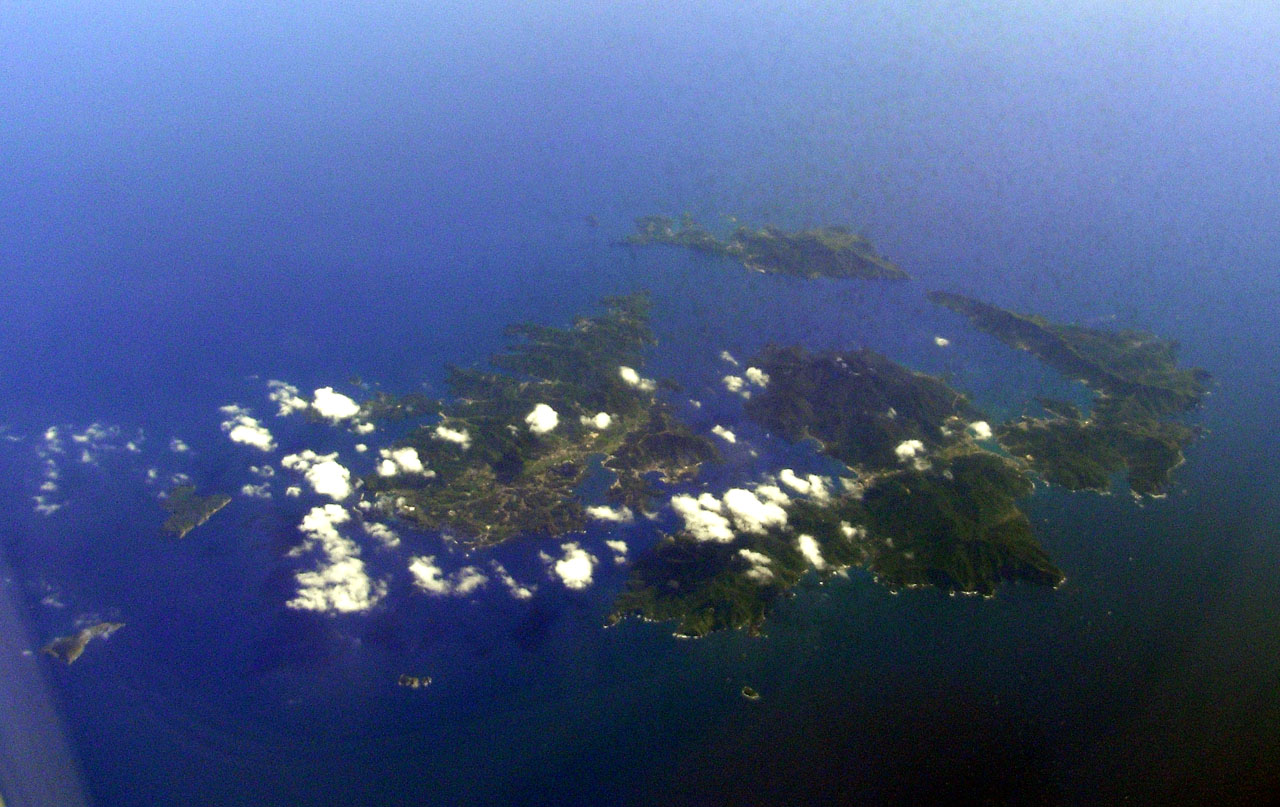
島前

隠岐諸島（おきしょとう）は、島根半島の北方約50 kmに位置する島々である。隠岐群島（おきぐんとう）、隠岐島（おきのしま）とも呼ばれる。
現在は島根県隠岐郡。山陰地方では今でも隠岐諸島を指して隠岐国（おきのくに）と呼ぶ場合がある。

## 概要
隠岐諸島は本州南西部の島根半島の北の日本海、北緯36度付近に位置する。隠岐諸島は島後水道を境に島前（どうぜん）と島後（どうご）に分けられる。
島前は「島前三島」と呼ばれる知夫里島（知夫村）、中ノ島（海士町）、西ノ島（西ノ島町）から構成される群島である。これに対し、島後は1島（隠岐の島町）のみである。島後の面積は約242 km2で、日本列島では徳之島に次いで大きく、15番目の面積を持つ。主な島は、これら4島だが、付属の小島は約180を数える。
隠岐諸島の最高峰は島後の中央やや東側に所在する大満寺山で、山頂の標高は608 mである。かつては摩尼山と呼称された。
島根県は隠岐諸島を管轄する隠岐支庁を置いており、支庁所在地は隠岐の島町（旧西郷町）である。人口17,892人、面積345.93km²、人口密度51.7人/km²。（2025年2月1日、推計人口）
1963年に隠岐諸島のほぼ全域が、大山隠岐国立公園に指定された。特に、島前の西ノ島町に所在する国賀海岸は、高さ100 mから257 mに達する海食崖が連なった景勝地として知られる。

## 地史・地質

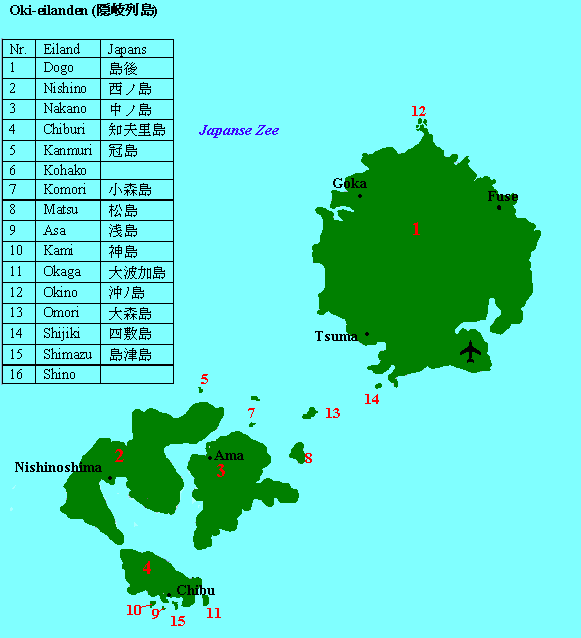
隠岐諸島の地図

隠岐諸島にはユーラシア大陸の縁辺であった時代と、島根半島の先端であった時代とがある。同諸島と島根半島の間の水深は70 mほどで、2万年前の氷期には現在より海面が130 mほど低下し半島と陸続きとなっていた。その後の海面の上昇によって約1万年前に現在のような離島となった。
また同諸島は、約500万年前に活動した火山でもある。侵食作用によって火山地形が失われたため、火山としてではなく第三紀の火山岩類として扱われる。島前火山はカルデラを形成しており、その中央火口丘が焼火山（たくひやま）である。
火山の酸性土壌が多いため、隠岐の牧畑といった原始的農法も近年まで続けられた。
産出する黒曜石は日本列島に居住した先史時代人類によって利用された。

## 歴史・文化

後鳥羽上皇の隠岐配流を描いた障壁画（安土桃山時代、1600年頃）

隠岐諸島には縄文時代の早期か前期まではヒトが住みつき、本州と活発な交流が有った痕跡が、出土した石器や土器に現れている。
『古事記』では「隠伎之三子島（おきのみつごのしま）」と記される。
日本神話「因幡の白兎」に登場し、古代には隠岐諸島に隠岐国が置かれていた。古くから遠流の島として知られ（例として、『続日本紀』天平宝字8年9月18日条など）、小野篁、伴健岑、藤原千晴、平致頼、源義親、板垣兼信、佐々木広綱、後鳥羽上皇、後醍醐天皇、飛鳥井雅賢などが流された。
中世には国府尾城（甲尾城）の隠岐氏が隠岐守護代として隠岐を支配した。隠岐守護は出雲の京極氏や尼子氏が兼ねたものの、本人が渡海した試しは無かった。
近世は初め出雲の堀尾氏や京極氏の分国であったが、後に江戸幕府の直轄領（天領）にされた。天領の統治は出雲の松平氏が任された。江戸時代に入ると、隠岐は西廻り航路に組み入れられ、北前船の風待ち港として繁栄し、日本各地の文化が流入した。明治元年（1868年）には松江藩と隠岐在住の住民間で隠岐騒動（雲藩騒動）と呼ばれる一連の騒動が発生した。
特異な民俗行事としては、「隠岐の牛突き」が知られる。配流された後鳥羽上皇が喜んだという口承が伝わる日本最古の闘牛である。また隠岐には古典相撲が伝わっており、神社の遷宮やトンネル完工、校舎の新築など公共の慶祝事業に伴って、神社や仏教寺院の境内、学校の校庭など至る所で、土俵が設置される。なお、隠岐方言は雲伯方言に属している。

## 隠岐ジオパーク
隠岐諸島および海岸から1 kmの海域を合わせた、673.5 km2の範囲を「隠岐ユネスコ世界ジオパーク」（隠岐ジオパーク）として、2009年10月に日本ジオパークネットワークに、2013年9月には世界ジオパークネットワークに認定された。これは、日本国内では6地域目の認定である。これを受けて、島後に所在する隠岐空港にも「隠岐世界ジオパーク空港」の名が付された。
隠岐諸島内での主な交通手段として、レンタカー、観光タクシー、観光バス、サイクリング、路線バス、貸切バスが挙げられる。ただし、路線バスは運行本数が少ない点に注意したい。
島前･島後間はフェリーまたは高速船レインボージェットで、島前3島間は内航船で移動できる。

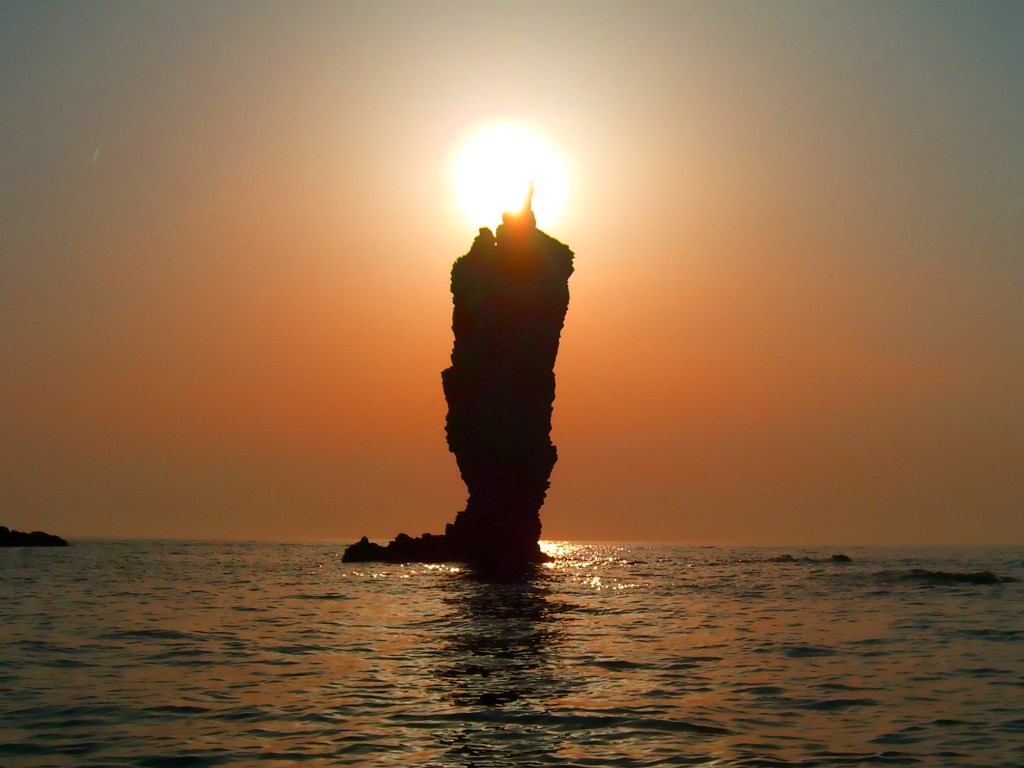
隠岐の島町のローソク島 (島後)
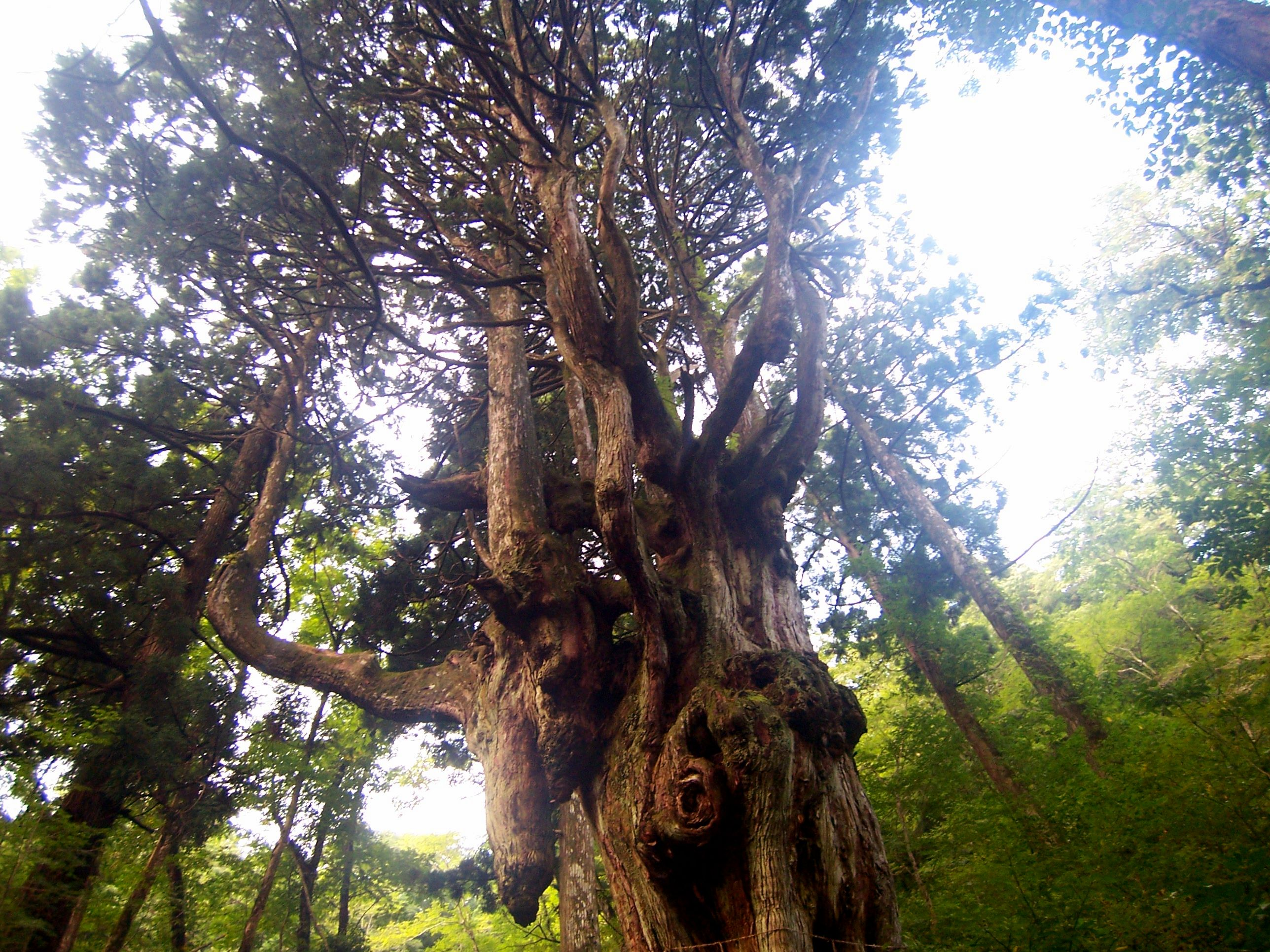
隠岐の島町、岩倉の乳房杉 (島後)
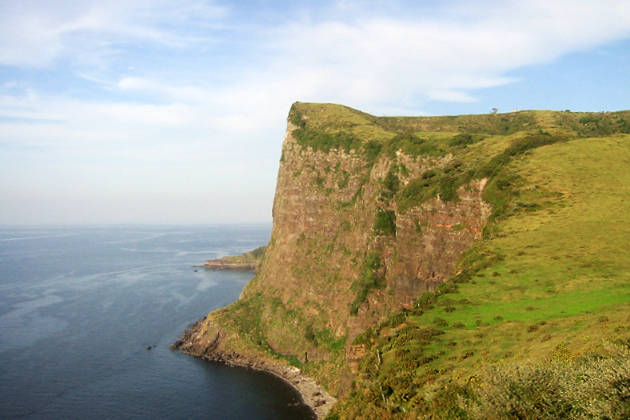
摩天崖（国賀海岸）, 西ノ島町（隠岐諸島）。高さ257 mの崖である。 (西ノ島)
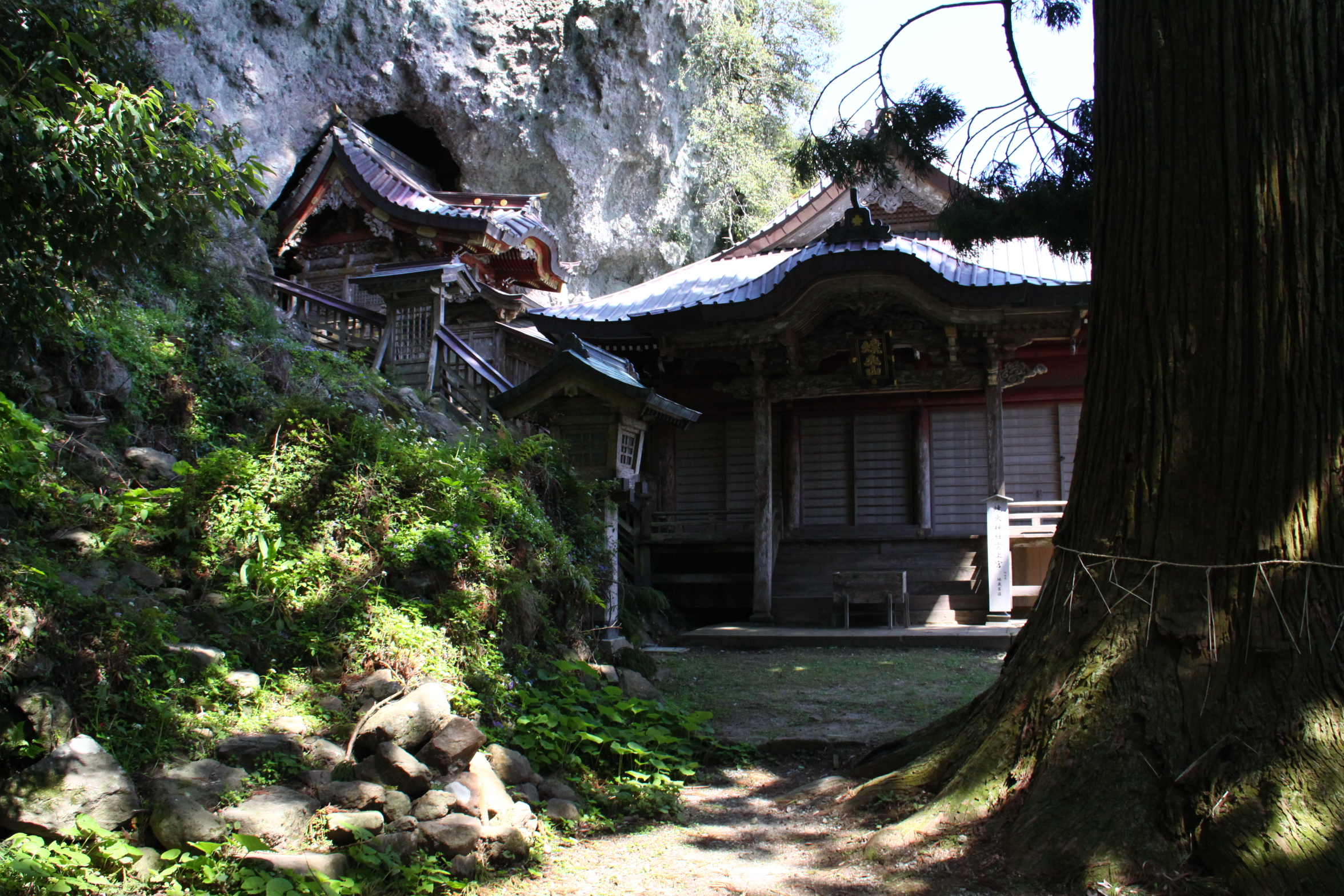
焼火神社の境内 (西ノ島)
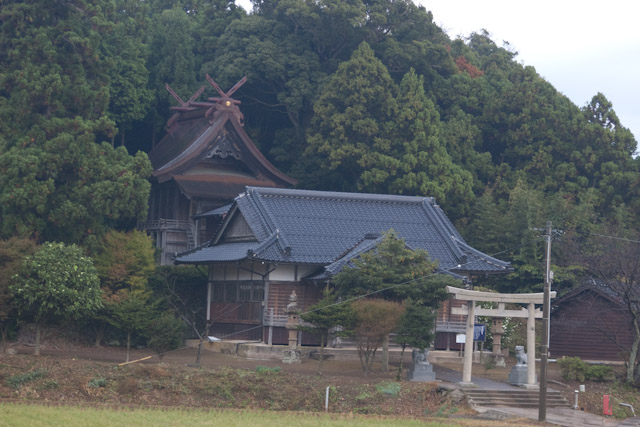
宇受賀命神社 (中ノ島)
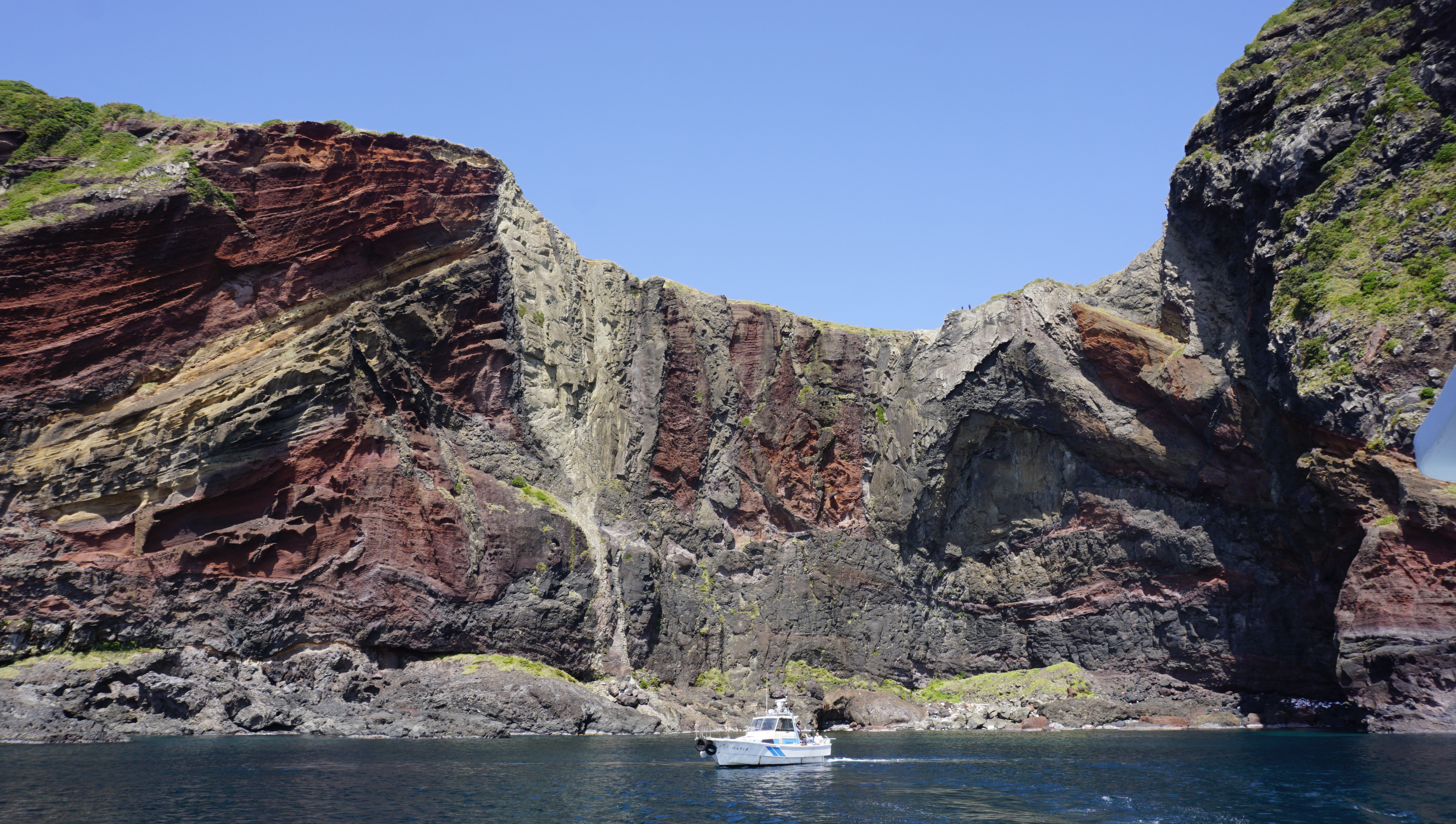
知夫赤壁（知夫里島）
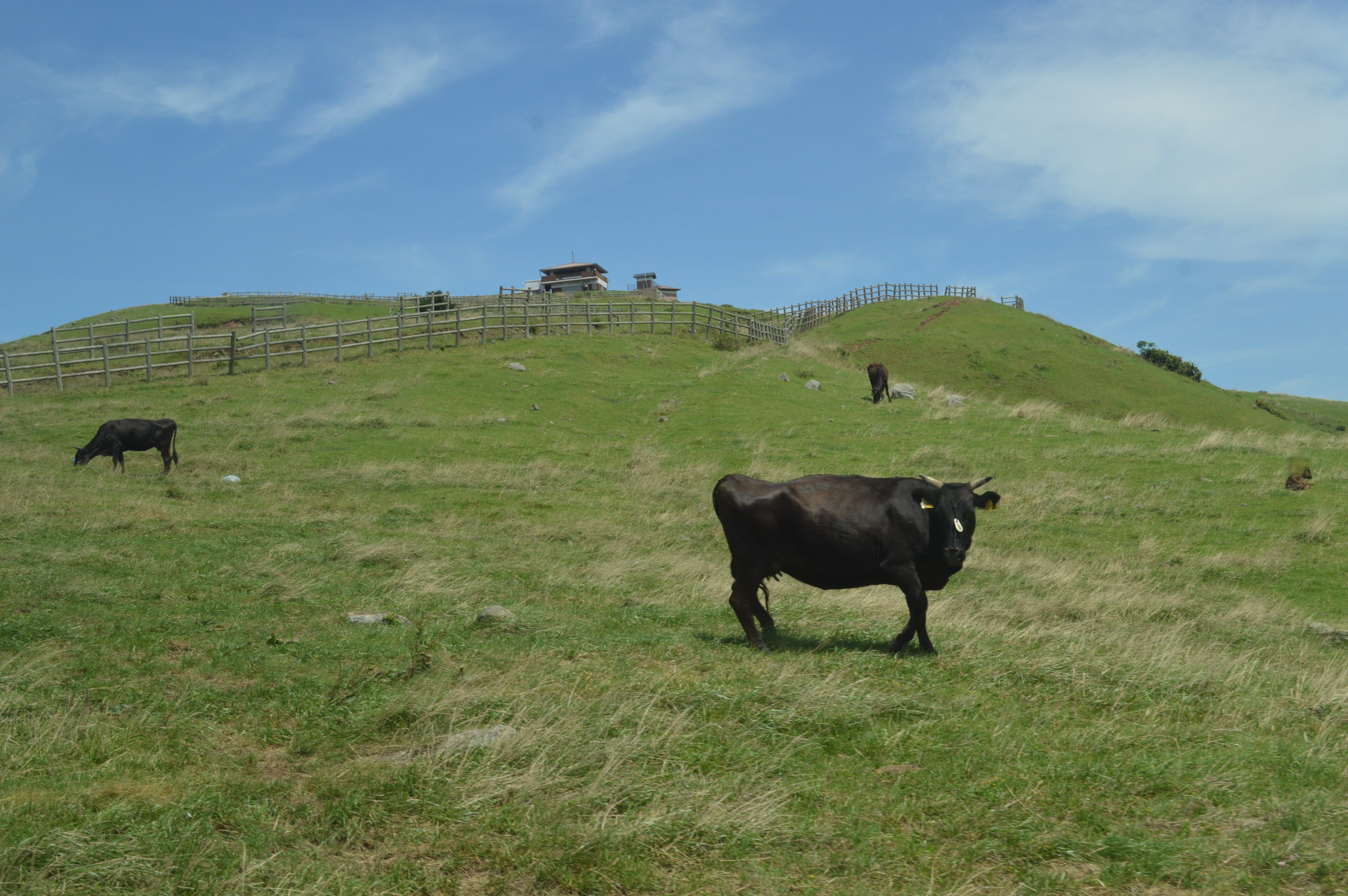
赤ハゲ山（知夫里島）
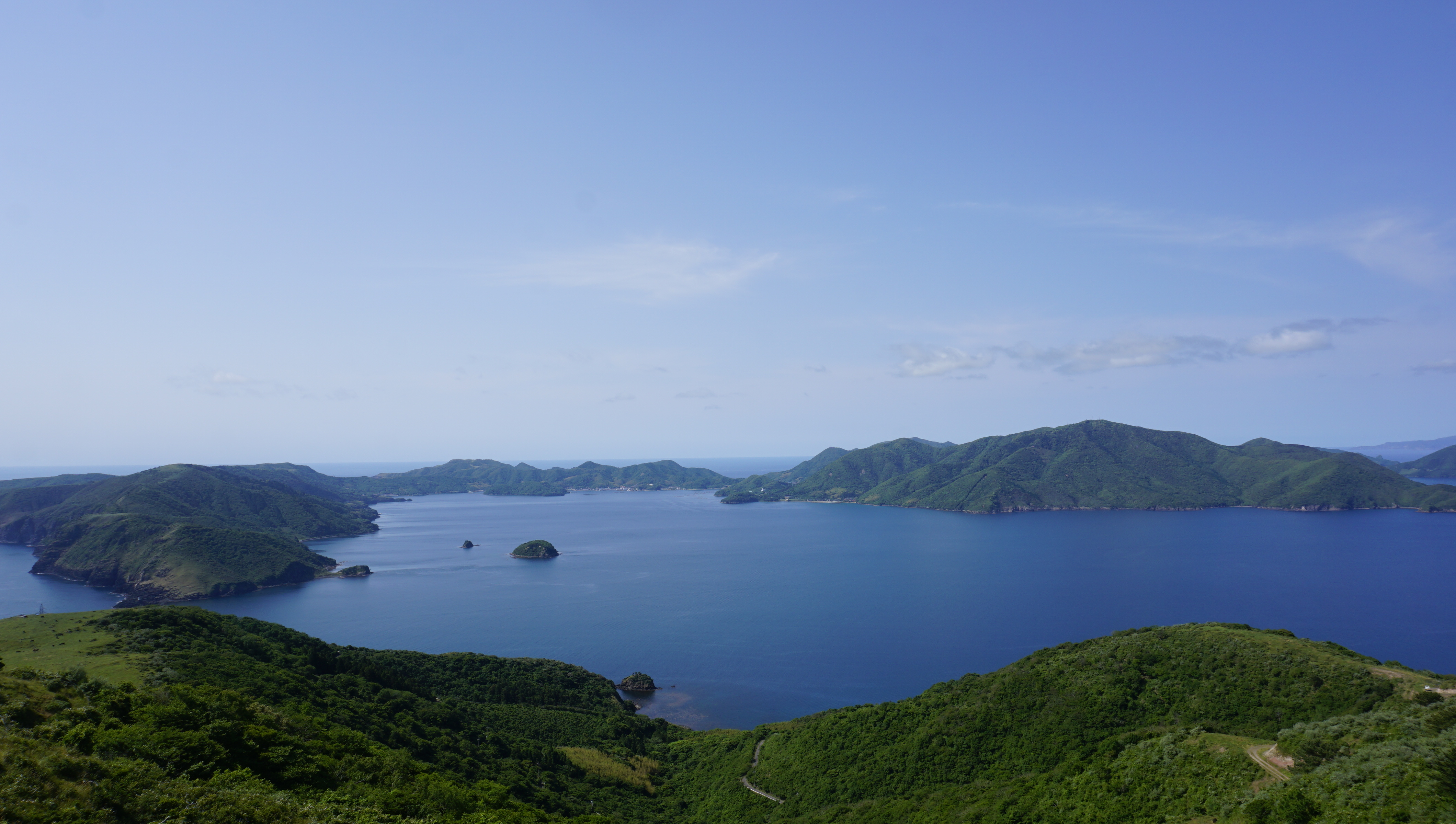
赤ハゲ山から望む島前カルデラ（知夫里島）

## 運輸

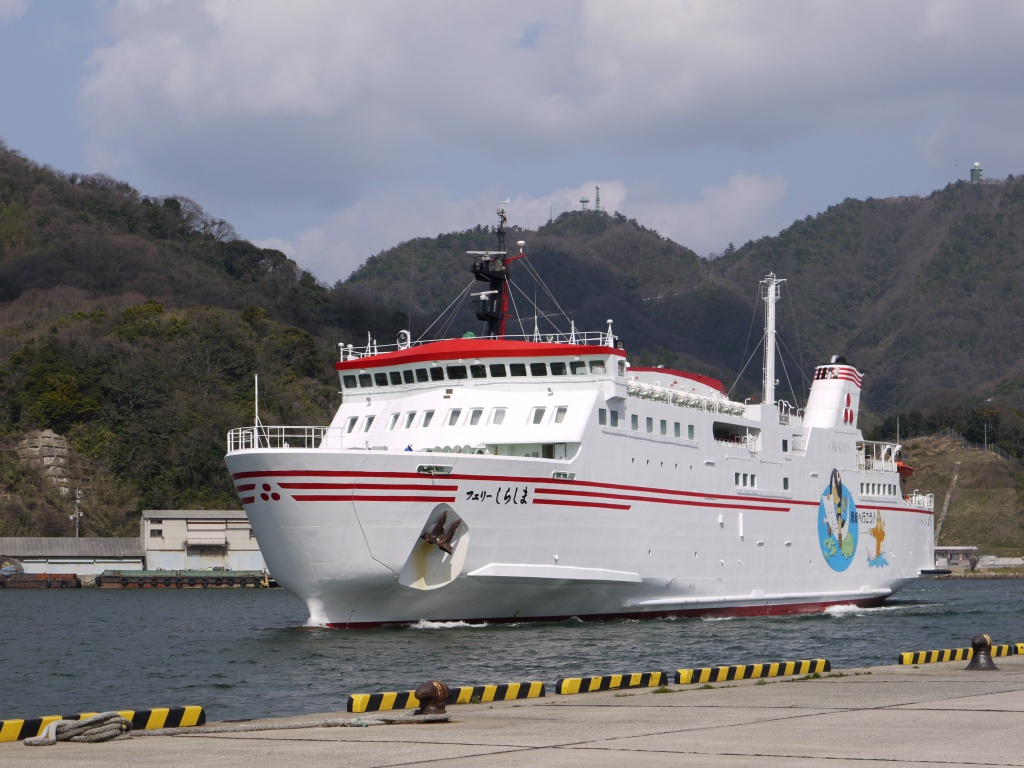
隠岐諸島へのフェリー

隠岐諸島への一般的なアクセス方法は、フェリー、高速船、飛行機の3通りがある。
通年運行のフェリーは約2時間30分で本州と隠岐を結ぶ。高速船での所要時間は約1時間だが、冬期は運行していない。航空便については、島後に隠岐空港があり、出雲空港と大阪国際空港にそれぞれ1日1往復の便が運行されている。大阪国際空港発着の便は、夏期に機材が大型化（ボーイング737-800）される。

## 諸島一覧
| 島名         | 標高 (m)     | 位置                                                                   | 島名         | 標高 (m)     | 位置                                                                      |
| 島前グループ | 島前グループ | 島前グループ                                                           | 島後グループ | 島後グループ | 島後グループ                                                              |
| ------------ | ------------ | ---------------------------------------------------------------------- | ------------ | ------------ | ------------------------------------------------------------------------- |
| 中ノ島       | 246,2        | 北緯36度05分00秒 東経133度06分00秒 / 北緯36.08333度 東経133.10000度    | 島後         | 607,7        | 北緯36度15分00秒 東経133度17分00秒 / 北緯36.25000度 東経133.28333度       |
| 別府立島     | 37           | 北緯36度08分09秒 東経133度02分37秒 / 北緯36.13583度 東経133.04361度    | 黒島         |              | 北緯36度20分59秒 東経133度16分16秒 / 北緯36.34972度 東経133.27111度       |
| シシカ立島   | 47           | 北緯36度07分59秒 東経133度03分17秒 / 北緯36.13306度 東経133.05472度    | 松島         | 66           | 北緯36度21分00秒 東経133度16分35秒 / 北緯36.35000度 東経133.27639度       |
| 鼻津島       | 62           | 北緯36度08分06秒 東経133度03分42秒 / 北緯36.13500度 東経133.06167度    | 沖ノ島       | 45           | 北緯36度21分16秒 東経133度16分38秒 / 北緯36.35444度 東経133.27722度       |
| 星神島       | 74           | 北緯36度09分13秒 東経133度04分23秒 / 北緯36.15361度 東経133.07306度    | 白島         | 67           | 北緯36度21分10秒 東経133度16分50秒 / 北緯36.35278度 東経133.28056度       |
| 冠島         | 94           | 北緯36度08分17秒 東経133度05分30秒 / 北緯36.13806度 東経133.09167度    | 小白島       | 36           | 北緯36度21分01秒 東経133度16分57秒 / 北緯36.35028度 東経133.28250度       |
| 見付島       | 25           | 北緯36度06分23秒 東経133度02分32秒 / 北緯36.10639度 東経133.04222度    | 長島         |              | 北緯36度20分41秒 東経133度17分21秒 / 北緯36.34472度 東経133.28917度       |
| 小桂島       | 13           | 北緯36度03分01秒 東経133度00分32秒 / 北緯36.05028度 東経133.00889度    | 帆掛島       | 26           | 北緯36度20分35秒 東経133度17分15秒 / 北緯36.34306度 東経133.28750度       |
| 大桂島       | 48           | 北緯36度02分54秒 東経133度00分16秒 / 北緯36.04833度 東経133.00444度    | 雀島         |              | 北緯36度20分13秒 東経133度17分30秒 / 北緯36.33694度 東経133.29167度       |
| 瀬脇南小島   |              | 北緯36度03分31秒 東経132度57分14秒 / 北緯36.05861度 東経132.95389度    | 釜島         | 47           | 北緯36度19分47秒 東経133度18分44秒 / 北緯36.32972度 東経133.31222度       |
| 大神立岩     | 52           | 北緯36度04分55秒 東経133度56分50秒 / 北緯36.08194度 東経133.94722度    | 烏帽子島     |              | 北緯36度19分43秒 東経133度18分42秒 / 北緯36.32861度 東経133.31167度       |
| 平島         |              | 北緯36度05分38秒 東経132度57分59秒 / 北緯36.09389度 東経132.96639度    | 琴島         | 22           | 北緯36度19分41秒 東経133度19分22秒 / 北緯36.32806度 東経133.32278度       |
| 亀礁         |              | 北緯36度05分56秒 東経132度57分35秒 / 北緯36.09889度 東経132.95972度    | 出島         |              | 北緯36度18分35秒 東経133度19分39秒 / 北緯36.30972度 東経133.32750度       |
| 天上界       |              | 北緯36度05分55秒 東経132度57分47秒 / 北緯36.09861度 東経132.96306度    | 沖ノ島       |              | 北緯36度18分31秒 東経133度20分38秒 / 北緯36.30861度 東経133.34389度       |
| 鬼ヶ島       | 23           | 北緯36度06分59秒 東経132度58分54秒 / 北緯36.11639度 東経132.98167度    | 黒島         |              | 北緯36度18分06秒 東経133度20分42秒 / 北緯36.30167度 東経133.34500度       |
| 黒島         |              | 北緯36度07分10秒 東経132度59分17秒 / 北緯36.11944度 東経132.98806度    | 後平島       | 7            | 北緯36度18分00秒 東経133度21分16秒 / 北緯36.30000度 東経133.35444度       |
| 亀島         | 22           | 北緯36度06分59秒 東経132度59分14秒 / 北緯36.11639度 東経132.98722度    | 長島         | 39           | 北緯36度18分00秒 東経133度21分39秒 / 北緯36.30000度 東経133.36083度       |
| たんなかや   |              | 北緯36度06分55秒 東経132度59分36秒 / 北緯36.11528度 東経132.99333度    | ローソク島   |              | 北緯36度17分53秒 東経133度21分44秒 / 北緯36.29806度 東経133.36222度       |
|              |              |                                                                        | 小黒島       |              | 北緯36度17分57秒 東経133度21分55秒 / 北緯36.29917度 東経133.36528度       |
| 西ノ島       | 451,7        | 北緯36度04分40秒 東経133度02分00秒 / 北緯36.07778度 東経133.03333度    | 大黒島       |              | 北緯36度17分52秒 東経133度22分00秒 / 北緯36.29778度 東経133.36667度       |
| 二股島       | 72,6         | 北緯36度08分51秒 東経133度07分23秒 / 北緯36.14750度 東経133.12306度    | 大鼻島       |              | 北緯36度17分55秒 東経133度22分18秒 / 北緯36.29861度 東経133.37167度       |
| 小森島       | 53,9         | 北緯36度07分41秒 東経133度07分16秒 / 北緯36.12806度 東経133.12111度    | 三峰島       | 77           | 北緯36度17分48秒 東経133度22分13秒 / 北緯36.29667度 東経133.37028度       |
| オイシマ     |              | 北緯36度06分49秒 東経133度07分33秒 / 北緯36.11361度 東経133.12583度    | ガタガタ島   |              | 北緯36度17分43.5秒 東経133度21分48.5秒 / 北緯36.295417度 東経133.363472度 |
| 大森島       | 154,8        | 北緯36度08分09秒 東経133度10分30秒 / 北緯36.13583度 東経133.17500度    | 松島         |              | 北緯36度17分39秒 東経133度21分44秒 / 北緯36.29417度 東経133.36222度       |
| 船島         | 2            | 北緯36度17分39秒 東経133度21分44秒 / 北緯36.29417度 東経133.36222度    | 平島         |              | 北緯36度17分35秒 東経133度21分33秒 / 北緯36.29306度 東経133.35917度       |
| 境礁         |              | 北緯36度7分39秒 東経133度10分39秒 / 北緯36.12750度 東経133.17750度     | 平島         | 4            | 北緯36度16分56秒 東経133度21分59秒 / 北緯36.28222度 東経133.36639度       |
| 松島         | 126,4        | 北緯36度6分23秒 東経133度9分49秒 / 北緯36.10639度 東経133.16361度      | 殿島         |              | 北緯36度16分53秒 東経133度22分19秒 / 北緯36.28139度 東経133.37194度       |
| ヒーゴ島     | 59,0         | 北緯36度4分9秒 東経133度8分12秒 / 北緯36.06917度 東経133.13667度       | 黒島         |              | 北緯36度16分50秒 東経133度22分24秒 / 北緯36.28056度 東経133.37333度       |
| 金床岩       | 5            | 北緯36度4分14秒 東経133度7分55秒 / 北緯36.07056度 東経133.13194度      | 松島         | 33           | 北緯36度16分46秒 東経133度22分29秒 / 北緯36.27944度 東経133.37472度       |
| 居島         |              | 北緯36度4分9秒 東経133度4分36秒 / 北緯36.06917度 東経133.07667度       | 黒島         | 21           | 北緯36度16分17秒 東経133度23分9秒 / 北緯36.27139度 東経133.38583度        |
| カズラ島     | 22           | 北緯36度6分55秒 東経133度5分8秒 / 北緯36.11528度 東経133.08556度       | カビ島       |              | 北緯36度16分14秒 東経133度23分26秒 / 北緯36.27056度 東経133.39056度       |
| カモ島       |              | 北緯36度7分5秒 東経133度5分21秒 / 北緯36.11806度 東経133.08917度       | ツル島       | 18           | 北緯36度15分36秒 東経133度23分1秒 / 北緯36.26000度 東経133.38361度        |
| 三郎岩       | 36           | 北緯36度7分12秒 東経133度5分45秒 / 北緯36.12000度 東経133.09583度      | 津ノ目島     | 75           | 北緯36度15分3秒 東経133度22分39秒 / 北緯36.25083度 東経133.37750度        |
|              |              |                                                                        | 沖津ノ目島   | 48           | 北緯36度14分57秒 東経133度22分53秒 / 北緯36.24917度 東経133.38139度       |
| 知夫里島     | 324,5        | 北緯36度00分55秒 東経133度01分58秒 / 北緯36.01528度 東経133.03278度    | 殿島         |              | 北緯36度14分2秒 東経133度22分41秒 / 北緯36.23389度 東経133.37806度        |
| 鈴島         | 15           | 北緯36度1分59秒 東経133度0分43秒 / 北緯36.03306度 東経133.01194度      | サザエ島     |              | 北緯36度13分46秒 東経133度22分37秒 / 北緯36.22944度 東経133.37694度       |
| ウデ島       | 19           | 北緯36度1分56秒 東経133度1分13秒 / 北緯36.03222度 東経133.02028度      | 立島         |              | 北緯36度12分25秒 東経133度22分14秒 / 北緯36.20694度 東経133.37056度       |
| 表島         |              | 北緯36度1分59秒 東経133度1分39秒 / 北緯36.03306度 東経133.02750度      | 大亀島       | 31           | 北緯36度12分24秒 東経133度20分51秒 / 北緯36.20667度 東経133.34750度       |
| 竹島         | 50           | 北緯36度0分40秒 東経133度4分27秒 / 北緯36.01111度 東経133.07417度      | 小亀島       |              | 北緯36度12分24秒 東経133度20分44秒 / 北緯36.20667度 東経133.34556度       |
| 根イ島       | 24           | 北緯36度0分29秒 東経133度4分16秒 / 北緯36.00806度 東経133.07111度      | 京ヶ島       |              | 北緯36度12分16秒 東経133度20分41秒 / 北緯36.20444度 東経133.34472度       |
| 赤島         |              | 北緯36度0分7秒 東経133度3分57秒 / 北緯36.00194度 東経133.06583度       | 姫島         |              | 北緯36度11分46秒 東経133度20分20.5秒 / 北緯36.19611度 東経133.339028度    |
| 小波加島     | 26           | 北緯35度59分56秒 東経133度4分22秒 / 北緯35.99889度 東経133.07278度     | 黒島         |              | 北緯36度10分9秒 東経133度20分35秒 / 北緯36.16917度 東経133.34306度        |
| 大波加島     | 78           | 北緯35度59分48秒 東経133度4分40秒 / 北緯35.99667度 東経133.07778度     | コグリ島     |              | 北緯36度10分23秒 東経133度17分56秒 / 北緯36.17306度 東経133.29889度       |
| 渡神         |              | 北緯36度0分11.5秒 東経133度3分14秒 / 北緯36.003194度 東経133.05389度   | 中ノ島       | 25           | 北緯36度10分29秒 東経133度17分34秒 / 北緯36.17472度 東経133.29278度       |
| 船島         | 14           | 北緯36度0分9秒 東経133度3分5秒 / 北緯36.00250度 東経133.05139度        | 松島         | 16           | 北緯36度11分13秒 東経133度16分52秒 / 北緯36.18694度 東経133.28111度       |
| 島津島       | 64           | 北緯35度59分53秒 東経133度3分5秒 / 北緯35.99806度 東経133.05139度      | アヅキ島     |              | 北緯36度10分41秒 東経133度16分42秒 / 北緯36.17806度 東経133.27833度       |
| 鵜島         |              | 北緯35度59分53.5秒 東経133度2分19秒 / 北緯35.998194度 東経133.03861度  | 松島         | 18           | 北緯36度9分28秒 東経133度15分12秒 / 北緯36.15778度 東経133.25333度        |
| 浅島         | 30           | 北緯35度59分45秒 東経133度2分23秒 / 北緯35.99583度 東経133.03972度     | 神島         | 25           | 北緯36度9分14秒 東経133度15分18秒 / 北緯36.15389度 東経133.25500度        |
| 沖ノ島       |              | 北緯35度59分30秒 東経133度2分3秒 / 北緯35.99167度 東経133.03417度      | 四敷島       | 15,0         | 北緯36度9分25秒 東経133度14分17秒 / 北緯36.15694度 東経133.23806度        |
| 御鳥居島     |              | 北緯35度59分40秒 東経133度1分53秒 / 北緯35.99444度 東経133.03139度     | 大潟島       | 13           | 北緯36度9分50秒 東経133度14分24秒 / 北緯36.16389度 東経133.24000度        |
| 神島         | 84,4         | 北緯35度59分37秒 東経133度1分42秒 / 北緯35.99361度 東経133.02833度     | 鵜図島       | 82,4         | 北緯36度10分11秒 東経133度13分53秒 / 北緯36.16972度 東経133.23139度       |
|              |              |                                                                        | 音部島       | 11,6         | 北緯36度10分42秒 東経133度11分54秒 / 北緯36.17833度 東経133.19833度       |
| 那久岬       |              | 北緯36度12分42秒 東経133度10分54秒 / 北緯36.21167度 東経133.18167度    |              |              |                                                                           |
| 箱島         |              | 北緯36度14分45秒 東経133度11分16秒 / 北緯36.24583度 東経133.18778度    |              |              |                                                                           |
| 元島         |              | 北緯36度14分59秒 東経133度10分32秒 / 北緯36.24972度 東経133.17556度    |              |              |                                                                           |
| 三岩         |              | 北緯36度16分16秒 東経133度11分11秒 / 北緯36.27111度 東経133.18639度    |              |              |                                                                           |
| 弁天島       | 71           | 北緯36度17分2秒 東経133度11分45秒 / 北緯36.28389度 東経133.19583度     |              |              |                                                                           |
| 小島         |              | 北緯36度17分37.5秒 東経133度11分35秒 / 北緯36.293750度 東経133.19306度 |              |              |                                                                           |
| 夜母瀬来     |              | 北緯36度18分5秒 東経133度11分42秒 / 北緯36.30139度 東経133.19500度     |              |              |                                                                           |
| イガイ島     |              | 北緯36度18分16.5秒 東経133度11分49秒 / 北緯36.304583度 東経133.19694度 |              |              |                                                                           |
| 黒島         |              | 北緯36度18分16秒 東経133度11分54.5秒 / 北緯36.30444度 東経133.198472度 |              |              |                                                                           |
| 平島         |              | 北緯36度18分43.5秒 東経133度12分30秒 / 北緯36.312083度 東経133.20833度 |              |              |                                                                           |
| 蝋燭島       |              | 北緯36度18分44秒 東経133度12分39秒 / 北緯36.31222度 東経133.21083度    |              |              |                                                                           |
| 鉄砲岩       |              | 北緯36度18分47秒 東経133度12分50秒 / 北緯36.31306度 東経133.21389度    |              |              |                                                                           |
| 馬背島       |              | 北緯36度18分50秒 東経133度12分52秒 / 北緯36.31389度 東経133.21444度    |              |              |                                                                           |
| 立島         |              | 北緯36度18分55秒 東経133度13分00秒 / 北緯36.31528度 東経133.21667度    |              |              |                                                                           |
| 松島         |              | 北緯36度18分52秒 東経133度13分12秒 / 北緯36.31444度 東経133.22000度    |              |              |                                                                           |
| 赤島         |              | 北緯36度18分53秒 東経133度13分17秒 / 北緯36.31472度 東経133.22139度    |              |              |                                                                           |
| 黒島         | 48           | 北緯36度20分05秒 東経133度14分09秒 / 北緯36.33472度 東経133.23583度    |              |              |                                                                           |

## 出身人物、ゆかりのある人物
- 隠岐の海歩 - 大相撲力士（八角部屋所属）
- 隠岐の富士和也 - 大相撲力士（八角部屋所属）
- 佐渡卓 - 元日本国土開発社長
- 田中美佐子 - 女優（隠岐郡隠岐の島町、海士町出身）
- ながいのりあき - 漫画家
- 中川秀恭 - 哲学者
- 永海佐一郎 - 化学者
- 濱根隆 - 吉本興業所属のお笑いタレント、漫才師（濱根・杉本）、エアコンクリーニング店（エンジョイライフHAMINI）の経営者
- 平野甲斐 - サッカー選手（ブリーラム・ユナイテッドFC所属）
- 枡田史子 - 元山陰中央テレビのアナウンサー、退社後はフリーアナウンサー（隠岐の島町、旧布施村出身）
- 仁支川峰子（西川峰子） - 女優
- 横地治男 - 柔道家、講道学舎を創設
- 池田裕子 - アイドル
- 井手上漠 - モデル（海士町出身）